# سمبا (مسلسل)
سمبا مسلسل رسوم متحركة إيطالي من إنتاج تلفزيون موندو واستديو ستاي كريندو إس إي كي. عُرضْ المسلسل أول مرة سنة 1995، ودُبلج المسلسل للعربية بواسطة مركز الزهرة، وعرض على قناة سبيستون.

## ملخص
بعد وفاة والده، يجب أن يستعيد سيمبا العرش ليصبح ملك السافانا. لمساعدته في رحلته، تعهد الجنيات له بقوة الدب الأكبر (كوكبة) . الشباب شبل الأسد محاطة صديقه المخلص بيمبو، وهو شاب تزلف متجهة لتصبح ملكا لل غابة، ولكن أيضا من قبل باغيرا، بالو، القاع وغيرها الكثي، سوف تواجه العديد من الفخاخ للالخسيس البَبْر شير خان.

## القصة
وُلد سيمبا في برايد لاندز. والده الملك موفاسا ووالدته سارابي. بعد ولادته بفترةٍ وجيزةٍ يتم تنظيم حفل تقديمٍ ملكيٍ لكونه سيكون الملك المستقبلي لبرايد لاندز. وبعد فترةٍ من الزّمن، يبدأ موفاسا بتدريب شبله ويحدثه عن دائرة الحياة العظيمة، ويأخذه بجولةٍ ليريه حدود برايد لاندز، والمناطق التي لا يجب عليه دخولها.
يدبر سكار عم سيمبا المليء بالحقد والكراهية المكائد لموفاسا وسيمبا ليتخلّص منهما ويستولي على المُلك، وينجح سكار في أحد خططه الشّريرة بقتل موفاسا، ومن ثمّ يتّهم سيمبا بذلك ويطلب منه الذهاب بعيدًا عن برايد لاندز.
يلتقي سيمبا بتيمون وبومبا ويتّبع نمطهما في الحياة "هاكونا ماتاتا"، وهو نمط اللامبالاة. ينمو سيمبا ليصبح أسدًا بالغًا، ويلتقي بصديقته نالا بعد محاولتها صيد بومبا. تحدّثه نالا عن الدمار الذي حلَّ في برايد لاندز بسبب سكار، وتطلب منه العودة إلّا أنّه يرفض ذلك.
بعد مدّةٍ من ذلك يلتقي برفيق صديق موفاسا، ويأخذه رفيق إلى بركة ماء. هناك يرى سيمبا طيف أبيه يحدّثه ويلومه على نسيانه له ولتعليماته ويطلب منه أن يأخذ مكانه الصحيح.
يعود سيمبا إلى برايد لاندز متأثرًا بما قاله موفاسا، ويقوم بالقضاء على سكار ونفي حاشيته بعيدًا عن "برايد لاندز"، ليصبح هو الملك.

## الشخصيات
- سيمبا - هو بطل القصة و هو الشبل الذي يكبر و يصبح زعيم السافانا بعد قتل النمر شيرخان
- بيمبو - الغزال بيمبو الصديق الحميم لسيمبا
- باغيرا - الفهد هو صديق سيمبا و مدربه في الصغر ليصبح أسداََ قوياً
- بالو - الدب البني  هو أحد أصدقاء سيمبا و مُعلم بيمبو
- كا - الأفعى الهندي و هو أحدى أصدقاء سيمبا
- تالا - زوجة سيمبا
- بول - هو كلب البطباط يهرب من البشر و يأتي للعيش في الغابة يحب كورته حب شديد و هو مغرور
- شيرخان - هو النمر الشرير الذي يقتل والد سيمبا بفخ من البشر هو شخص جبان و مغرور و يكره سيمبا كره شديد يُقتل على يد سيمبا في نهاية حلقة 42
- أكس - الفأر السمين يهرب من السفينة مع صديقه بسبب قطعة جبن و هو يسعى إلى البحث عن المجوهرات
- تن - الفأر النحيف و هو الصديق الحميم لأكس يحب المغامرات يهرب من السفينة مع أكس
- خيردي - خيردي الضبع الجبان و هو خادم شيرخان
- سيراتو - ديناصور يلتقي سيمبا و أصدقائه في وادي المنسي و يذهب للعيش معهم
- أودنامو  - هو البومة و العالم من الغابة يحاول يعلم الجميع في الغابة
- أوليش - السنجاب أوليش هي طبيبة الغابة
- داروكا - الأم الذئبة و هي الأم المربية لسيمبا و شقيتيه
- أومان - تمساح  الغابة و هو أحدى أصدقاء سيمبا
- أربور - هو الشجرة الكبيرة في الغابة و هو صديق لحميم لوالد بيمبو  هو دائماً يساعد الأصدقاء
- رينقو - هو وحيد القرن كان من أتباع شيرخان و أنضم إلى سيمبا بعد عفو سيمبا عنه بعد هزيمته من سيراتو
- أستلا - شقيقة سيمبا
- نولا - شقيقة سيمبا

## وصلات خارجية
- سمبا على موقع IMDb (الإنجليزية)
- سمبا على موقع فيلمافينيتي (الإسبانية)
- سمبا على موقع كينوبويسك (الروسية)
- سمبا على موقع ألو سيني (الفرنسية)
- سمبا على موقع قاعدة بيانات الفيلم (الإنجليزية)

- http://www.mondotv.it/kingLionSimba.php نسخة محفوظة 30 ديسمبر 2013 على موقع واي باك مشين.

1. ↑  "كلمات سيمبا اغاني سبيستون | معلومة". m3luma.com. 13 نوفمبر 2022. مؤرشف من الأصل في 2020-09-24. اطلع عليه بتاريخ 2022-11-19.